# Conocybe tenera
Conocybe tenera es un hongo del género Conocybe ampliamente distribuido a lo largo del mundo.

## Descripción
Conocybe tenera es un pequeño hongo saprótrofo con un sombrero de cónico a convexo, liso y de color marrón canela. Suele tener menos de 2 cm de diámetro y es estriado casi hasta el centro. Las láminas son adnatas y de color marrón pálido, oscureciéndose con la edad. Las esporas son de color marrón amarillento, lisas y elipsoides con un poro germinativo, que mide 12 x 6 micrómetros. El tallo tiene de 3 a 9 cm de longitud, 1,5 mm de grosor y es de igual anchura en toda su longitud, a veces un poco más ancho en la base. Carece de anillo, es hueco y pruinoso en la parte superior.

## Distribución y hábitat
Se encuentra ampliamente distribuido por todo el mundo. Se encuentra en prados y ciudades.

## Comestibilidad
Esta especie no es comestible y está relacionada con la presencia de amatoxinas.